# Эченике, Пабло
Пабло Эченике Робба (исп. Pablo Echenique Robba; род. 28 августа 1978, Росарио, Санта-Фе, Аргентина) — испанский учёный-физик и гражданский активист, избранный одним из пяти депутатов Европарламента от левой партии «Подемос» на европейских выборах 2014 года.

## Биография
С детства прикованного к инвалидному креслу из-за спинальной атрофии, Пабло Эченике иногда называют «персональным Стивеном Хокингом испанских леваков».
Родился и до 13 лет проживал в Аргентине, где, по собственному признанию, своими глазами наблюдал «настоящую бедность и нужду». В Испании Эченике-Робба, став специалистом в квантовой и молекулярной физике, защитил докторскую диссертацию, однако со временем разочаровался в «кастовости» научного сообщества. Продолжает работать в Испанском национальном исследовательском совете в Сарагосе.
Вдохновившись увиденной на YouTube речью лидера «Подемос» Пабло Иглесиаса Турриона в Лавапьесе, Пабло Эченике лично приехал на следующее партийное собрание и вскоре стал одним из ведущих активистов партии. Ныне наравне с остальными депутатами от «Подемос» участвует в заседаниях Европарламента и деятельности парламентской группы «Объединённые европейские левые — Северные лево-зелёные», пресс-конференциях и партийной работе. В партии занимает более радикальные позиции, наряду с троцкистской группой «Антикапиталисты».